# Меце
Меце су насељено место у Барањи у саставу општине Дарда, Осјечко-барањска жупанија, Република Хрватска.

## Историја
До територијалне реорганизације у Хрватској налазиле су се у саставу бивше велике општине Бели Манастир.

## Становништво
На попису становништва 2011. године, Меце су имале 882 становника.

### Број становника по пописима
| Националност   | 2001. | 1991. | 1981. | 1971. | 1961. | 1953. | 1948. | 1931. | 1921. | 1910. | 1900. | 1890. | 1880. | 1869. | 1857. |
| бр. становника | 840   | 988   | 1.020 | 789   | 445   | 339   | 239   | %     | %     | 83    | 72    | %     | %     | %     | %     |

- напомене:

Од 1880. исказује се као део насеља, а од 1991. као самостално насеље настало издвајањем дела из насеља Биље, општина Биље. У 1880., 1890., 1921. и 1931. подаци су садржани у насељу Биље.

### Национални састав
| Националност       | 2001.        | 1991.        |
| Хрвати             | 586 (69,76%) | 504 (51,01%) |
| Срби               | 134 (15,95%) | 213 (21,55%) |
| Југословени        | 0            | 108 (10,93%) |
| остали и непознато | 120 (14,28%) | 163 (16,49%) |
| Укупно             | 840          | 988          |

- за остале пописе видети под: Биље.

## Попис 1991.
На попису становништва 1991. године, насељено место Меце је имало 988 становника, следећег националног састава:
| Попис 1991.‍  | Попис 1991.‍  | Попис 1991.‍ | Попис 1991.‍ | Попис 1991.‍ |
| ------------ | ------------ | ----------- | ----------- | ----------- |
|              |              |             |             |             |
| Хрвати       | Хрвати       |             | 504         | 51,01%      |
| Срби         | Срби         |             | 213         | 21,55%      |
| Југословени  | Југословени  |             | 108         | 10,93%      |
| Мађари       | Мађари       |             | 78          | 7,89%       |
| Немци        | Немци        |             | 11          | 1,11%       |
| Румуни       | Румуни       |             | 11          | 1,11%       |
| Муслимани    | Муслимани    |             | 6           | 0,60%       |
| Албанци      | Албанци      |             | 4           | 0,40%       |
| Словаци      | Словаци      |             | 4           | 0,40%       |
| Црногорци    | Црногорци    |             | 3           | 0,30%       |
| Руси         | Руси         |             | 1           | 0,10%       |
| Словенци     | Словенци     |             | 1           | 0,10%       |
| Чеси         | Чеси         |             | 1           | 0,10%       |
| неопредељени | неопредељени |             | 35          | 3,54%       |
| регион. опр. | регион. опр. |             | 4           | 0,40%       |
| непознато    | непознато    |             | 4           | 0,40%       |
| укупно: 988  |              |             |             |             |

## Извор
- ЦД-ром: „Насеља и становништво РХ од 1857-2001. године“, Издање Државног завода за статистику Републике Хрватске, Загреб, 2005.